# فرانسیسکو ناراسیزیو
فرانسیسکو ناراسیزیو (به پرتغالی: Francisco Narcizio Abreu de Lima) مهاجم اهل برزیل است که در شهر برزیل و در تاریخ ۱۸ ژوئیهٔ ۱۹۷۱ به دنیا آمده‌است.
فرانسیسکو ناراسیزیو در تیم‌های فوتبال باشگاه فوتبال سرزو اوساکا سابقهٔ حضور دارد.